# 요린데 포크트
요린데 포크트 (Jorinde Voigt, 1977년 1월 19일 프랑크푸르트 암 마인 출생)는 음악, 철학, 및 현상학에서 이끌어낸 복잡한 표기법을 개발하는 대규모 드로잉 작품으로 가장 잘 알려진 독일 예술가이다. 현재 함부르크 예술대학의 드로잉/회화학과 교수로 재직중이며, 베를린에 거주하면서 활동하고 있다.

## 유년 시절 및 교육
요린데 포크트는 프랑크푸르트 암 마인에서 태어났다. 어린 시절에 접한 음악, 문학, 철학은 그녀의 예술활동에 많은 영향을 주고 있다. 1986년부터 1996년까지 다름슈타트의 시립 음악원(Academy of Sonic Arts)에서 첼로를 전공했으며, 프랑크푸르트에서는 페터 볼프(Peter Wolf)와 함께 첼로를 배웠다. 또 괴팅겐 대학교에서 철학과 현대 독일 문학을 공부했다. 1998년에 베를린으로 거주지를 옮기고 베를린 자유대학에서 사회학, 철학 및 비교문학을 전공했다. 2004년 베를린 예술대학에서 카타리나 지버딩(Katharina Sieverding)의 순수미술 및 포토그라피 마이스터슐러 과정을 수료했다.

## 작품활동
포크트의 작품은 주로 음악 기보법, 철학 텍스트 및 예술가 자신의 감각적 영감에서 기인하는 정교하면서도 독특한 알고리즘의 결과물이다. 드로잉, 텍스트, 페인팅 및 설치 작업들을 두루 섭렵하지만, 주로 대규모 드로잉 작품으로 유명하다. 작업 프로세스는 일련의 방식을 따르며, 특정 서적이나 아이디어에 대한 자신의 생각을 전체 과정에 반영하는 경우가 많다. 창작을 위해 개발한 구조는 그 작품이 탐구하는 주제와 일치한다. 이는 속도와 리듬의 개념으로 확장되며, 종이에 쓰고 그린 자국 또는 안료가 떨어지고 튄 자국으로 표현된다. 포크트는 "속도는 작품에 사용하는 소재와 신체가 접촉하는 방식과 일치하며 (중략) 무엇에 관한 작업인지에 따라 속도는 빨라질 수도, 느려질 수도 있다”고 설명한다.
그녀의 대규모 드로잉 작품들은 가이드라인과 규칙으로 이루어진 체계를 기반으로 하기 때문에 미니멀리즘 및 개념주의 작가들과 비교되었다. 예를 들어, 그들의 작품으로는 1960년대 아방가르드 시기의 존 케이지(John Cage)와 이안니스 크세나키스(Iannis Xenakis)의 이벤트 스코어와 비주얼 아트 작품, 한네 다보벤(Hanne Darboven)의 알고리즘 패턴, 솔 르윗(Sol Lewitt)의 절차적 매개변수(procedural parameters)가 있다. 그러나 포크트의 엄격한 작품 체계는 개인적인 경험, 감정, 기억의 내적 세계가 외부 환경과 교차하는 방식에서 비롯하기 때문에 그녀의 작품은 앞서 나온 작품들의 계보와 현저한 차이를 보인다. 그녀는 이러한 과정에서 “상상력을 위한 지침”이 나온다고 설명한다.
2002년 사진을 활용하던 작업을 멈추고, 이후 그녀에게 큰 명성을 안겨준 드로잉을 시작하게 되는데 포크트는 이 새로운 작업을 가리켜 "투영 표면(projection surfaces), 비주얼 사고 모델(visualized thought models), 과학 실험 디자인(scientific experimental designs), 표기법(notations), 악보 및 다이어그램으로 설명했다. 2003년 <Notations Florida and Indonesia(플로리다와 인도네시아 표기법)> 시리즈에서 그녀는 작가 고유의 구체적인 상징 체계를 개발해냈다. 미술사 학자 아스트리트 슈미트- 부르크하르트(Astrid Schmidt-Burkhardt)에 따르면, 플로리다 표기법을 구성하는 60개의 잉크 드로잉에는 “지각의 모든 영역이 이미 포함되어 있으며, 향후 포크트의 작품과 구분되기도 한다.” 그 결과 만들어진 작품에서는 그녀가 올랜도에서 마이애미까지 여행하는 동안 받은 일련의 감상을 담게 된다. “나는 여전히 상황을 주시하지만, 셔터를 누르는 대신 기록을 남긴다. 이렇게 하면, 더 이상 원근 화법으로 분류될 수는 없지만, 내가 한 경험과 나란히 위치하며 동시에 존재하는 그림이 탄생하게 된다”고 작가는 말한다. 이후 작업 사이클은 이 초기 시리즈에서 이루어진 지각에 대한 연구를 바탕으로 나타났다. 각 작업 사이클은 형식적으로나 개념적으로 다양하지만, 종이 위에 남긴 자국을 통해 사물 “뒤에” 있는 것들을 가시화하고, 경험의 동시성을 담아낸다.

## <Views on Chinese erotic art: from 16th to 20th Century(중국 춘화에 대한 관점: 16세기에서 20세기로)>, 2011/2012
이 시리즈의 작품들은 표기법과 콜라주 기법을 결합하여 오래된 중국의 춘화와 판화 작품을 그림 및 문자 다이어그램으로 변환한다. 여기서 가장 중요한 것은 이미지를 텍스트인 것처럼 분석하는 “시각적 읽기(visual reading)” 프로세스이다. 한 장면을 여러 관점에서 바라보는 중국과 일본 회화 전통을 따라 각 그림에 최대 100개의 관점(각 관점은 하나의 시선)을 모아 그 콜라주가 과학에서 쓰이는 표처럼 보이게 했다. 작품을 만들기 위해 여성의 헤어스타일이나 욕조, 연인의 포옹의 형태 등의 특정 구성 요소와 색상 및 윤곽이 일치하도록 색종이를 잘라 실루엣을 만들었다. 실루엣의 개수는 그 부분을 몇 번 보느냐에 따라 결정되었다. 시인이자 평론가인 존 야우(John Yau)는 “작가는 관능적 관점을 부분적으로 풀어냄을 통해, 그 경험의 본질을 드러내고 적혀 있는 비주얼 데이터의 집합체로 바꾸었다”고 말했다. 드로잉 작품은 바라보는 행위 그 자체를 통해 정해지는 색 및 표기법과 더불어 인간의 지각을 파고드는 하나의 정신적 사고처럼 보이며 언어, 인지, 직관 및 연상에 의문을 제기한다.

## <Pieces for Words and Views(단어와 관점을 위한 조각들)>, 2012, <Love as passion: On the Codification of Intimacy(열정으로서의 사랑: 친밀함의 코드화)>, 2013/2014
요린데 포크트는 이 36부작 시리즈를 기점으로 급격한 변화를 보이게 된다. 그녀의 초기 작업은 사물이나 상황에 대한 지각을 시각적으로 해석하는 표기법을 개발하는 데 집중하지만, <Pieces for Words and Views(단어와 관점을 위한 조각들)>는 내적 프로세스에 부합하는 이미지를 구체적으로 찾으려는 첫 번째 작업 사이클이라고 할 수 있다. 이러한 변화로 상상, 기억, 경험 그리고 감정의 형태를 찾으려는 노력이 포크트 예술작업의 주를 이루게 되었다. <Love as passion: On the Codification of Intimacy(열정으로서의 사랑: 친밀함의 코드화)>는 어떻게 단어가 글을 읽는 독자의 상상 속에서 이미지를 생성해내는 능력을 갖는가를 탐구한다. 이 시리즈는 롤랑 바르트(Roland Barthes)의 ≪사랑의 단상(A Lover's Discourse)≫에서 특정 단어들을 선택해 추상적이고 구상주의적인 이미지로 변환한다. 각 정신적 이미지는 특정한 색과 형태를 얻게 되고 이는 색을 입힌 양피지에 윤곽 드로잉으로 표현된다. 마지막 드로잉에서는 여러 이미지를 콜라주하여 이들 사이에 막연한 관계성을 이끌어 낸다. 유사한 작품인 48 부작 시리즈 <Love as passion: On the Codification of Intimacy(열정으로서의 사랑: 친밀함의 코드화)>에서 작가는 니클라스 루만(Niklas Luhmann)이 1982년에 발표한 동일한 제목의 책에 대한 감상을 표현한다. <친밀함의 코드화>에서 각 드로잉은 포크트가 루만의 책에서 추출한 챕터, 구절, 또는 키워드를 다룬다. 포크트는 직관적 연상을 촉발시키는 글귀를 기록하며 각 드로잉을 시작한다.

## <Immersion(몰입)>, 2018/2019
<Immersion(몰입)>은 지각하는 프로세스 자체를 출발점으로 삼고, ‘무엇을 지각하는가’보다 ‘어떻게 지각하는가’에 초점을 맞춘다. 이 시리즈는 이미지 원형의 내부적 구성, 즉 우리에게 보이는 것의 뒷부분과 그러한 이미지가 전체적으로 경험되고 공유되는 방식을 파악하기 위한 적절한 형태를 찾고자 한다. 작가가 화살표, 축, 선과 결합하여 지각의 모델로 여기는 형태인 원환체가 해당 작업의 주요 요소이고, 그녀의 2016년 라캉 연구(Lacan Studies)부터 본격적으로 원환체를 가지고 작업했다. <Immersion(몰입)>시리즈에서 각 작업은 종이를 안료에 담그는 것에서부터 시작한다. 색상 선택은 특정한 분위기 또는 감정 상태를 나타내는데 중점을 둔다. 대형 원환체는 작품 구성 및 각 변형(variation)에서 수치적 변화와 회전을 만드는 중심 요소이다. 포크트는 <Immersion(몰입)>을 “시간중심적 시리즈”라고 칭하며, 실제 각 작품은 시간의 순서대로 만들어졌고 각기 다른 순간들을 나타낸다. “이 시리즈를 전체적으로 본다면 각 시기들 사이의 정확한 연결성을 찾을 수 있을 것이며 실제 우리는 일상에서 매 순간에 집중하며 살고, 그렇기 때문에 잠시 멈추고 거리를 두어 넓게 바라볼 수 없다”고 포크트는 설명한다. 이 작품의 또 다른 특징은 금과 귀금속의 사용이다. 드로잉 작품의 일부분을 잘라내고 여기에 금 및 알루미늄, 구리박을 입혀 본래의 형태를 다시 맞추어 붙이는 상감세공을 한다.

## 미술관 컬렉션
요린데 포크트의 작품은 파리의 조르주 퐁피두 센터(Centre Pompidou), 뉴욕 현대미술관(Museum of Modern Art), 시카고 미술관(Art Institute of Chicago), 베를린 국립 미술관(Kupferstichkabinett), 이스탄불 현대 미술관(Istanbul Museum of Modern Art), 본 미술관(Federal Art Collection Bonn), 함부르크 미술관(Hamburger Kunsthalle), 취리히 현대 미술관(Kunsthaus Zürich), 슈투트가르트 미술관(Kunstmuseum Stuttgart), 오슬로 컨템퍼러리 미술관(Museum of Contemporary Art), 뮌헨의 그래픽아트 전시관(Grafische Sammlung)을 포함하는 많은 해외 미술관과 공개 컬렉션에 전시되어 있다.

## 전속 갤러리
요린데 포크트의 전속 갤러리는 데이비드 놀란 겔러리(David Nolan Gallery, 뉴욕), 쾨니히 겔러리(König Galerie, 베를린), 리슨 겔러리(Lisson Gallery, 런던)가 있다.

## 전시 (일부 발췌)
- 2019 Wall Drawings Series: Jorinde Voigt, Menil Drawing Institute, Houston
- 2018 Jorinde Voigt, National Gallery, Prague
- 2018 Jorinde Voigt – Universal Turn, Horst-Janssen-Museum, Oldenburg
- 2017 Jorinde Voigt – A New Kind of Joy, Kunsthalle Nürnberg
- 2015 Jorinde Voigt, Johann König, Berlin
- 2014 Jorinde Voigt – Codification of Intimacy: Works on Niklas Luhmann, David Nolan Gallery, New York
- 2014 Jorinde Voigt – Super Passion, MACRO Museum of Contemporary Art of Rome, Rome
- 2013 Jorinde Voigt – Systematic Notations, Nevada Museum of Art NMA
- 2013 Fruits de la passion – Projet pour l'Art Contemporain, Centre Pompidou, Paris (group exhibition)
- 2012 Art Prize Bottcherstrasse, Kunsthalle Bremen (group exhibition)
- 2012 3rd Moscow International Biennale for Young Art, Moscow (group exhibition)
- 2011 Jorinde Voigt, Von der Heydt Museum, Wuppertal
- 2010 Jorinde Voigt – Staat / Random I-XI, Gemeentemuseum Den Haag
- 2010 Line Ligne, Linea. Zeichnung der Gegenwart (Contemporary Drawings), Kunstmuseum Bonn, (group exhibition)
- 2010 Dopplereffekt. Bilder in Kunst und Wissenschaft [Doppler effect. Images in Art and Science], Kunsthalle Kiel (group exhibition)
- 2009 Jorinde Voigt – Symphonic Area, HDKV Heidelberger Kunstverein
- 2008 Zeichnung als Prozess (Drawing as Process), Museum Folkwang, Essen (group exhibition)
- 2008 Jorinde Voigt - Dualnab Nassauischer Kunstverein Wiesbaden

## 참고 문헌 (일부 발췌)
- Jorinde Voigt: Immersion, texts Paul Feigelfeld and Jesi Khadivi (Berlin: Hatje Cantz, 2019)
- Ellen Seifermann (ed), Jorinde Voigt: Shift (Berlin: Walther König, 2018)
- David Nolan (ed): Jorinde Voigt: Ludwig Van Beethoven Sonatas 1-3, texts by Franz W. Kaiser and Jorinde Voigt (Berlin: Hatje Cantz, 2015)
- Julia Klüser & Hans-Peter Wipplinger (eds), Jorinde Voigt: Now (Berlin: Walther König, 2015)
- David Nolan (ed): Jorinde Voigt – Codification of Intimacy, Works on Niklas Luhmann, Liebe als Passion, Text: Lisa Sintermann, Jorinde Voigt, Revolver Publishing, 2014
- Jorinde Voigt (eds): Jorinde Voigt – Views on Views on Decameron. Text : Peter Lang, Cura Books, 2013
- Kai 10 / Raum fur Kunst, Arthena Foundation (ed): Drawing a Universe. Text: Ludwig Seyfarth, Lisa Sintermann, Kerber Verlag, 2013
- David Nolan (ed): Jorinde Voigt – Piece for Words and Views. Text: John Yau, Jorinde Voigt, Hatje Cantz, 2012
- Museum van Bommel van Dam (ed): Nachtliches Konzert – Gregor Hildebrandt und Jorinde Voigt. Text: Niklas Maak, 2012
- Neues Museum Nurnberg (eds): Internationaler Faber-Castell Preis fur Zeichnung 2012 [International Faber-Castell Prize for Drawing 2012]. Text: Lisa Sintermann 2012
- Julia Kluser: Jorinde Voigt – Nexus. Text: Andreas Schalhorn, Lisa Sintermann, Von der Heydt Museum Wuppertal, Hatje Cantz, 2011
- Regina Gallery: Jorinde Voigt – 1000 Views. Text: Lisa Sintermann, Jorinde Voigt, 2011
- Lisa Sintermann, Die Vermessung des Unsichtbaren – Notationsverfahren in den konzeptuellen Zeichnungen von Jorinde Voigt [Measuring the Invisible -notation method in Jorinde Voigt's conceptual drawings], University of Hildesheim, 2010
- Jochen Kienbaum (ed): Jorinde Voigt – Botanic Code, Kienbaum Artists' Books 2011, Snoeck Verlagsgesellschaft, 2010
- Jorinde Voigt, Clemens Fahnemann (ed): Jorinde Voigt – ReWrite. Text: Andrew Cannon, KraskaEckstein Verlag, 2008
- Elke Guhn, Nassauischer Kunstverein Wiesbaden (ed): Jorinde Voigt – DUAL. Text: Clemens crumbs, Kerber Verlag, 2008
- Holger Peter Saupe (ed): JORINDE VOIGT – Otto Dix Prize 2008 laureate, Gera Art Collection 2008